# Ressurreição (Liev Tolstoi)
Ressurreição (em russo:  Воскресение, Voskreseniye), publicado pela primeira vez em 1899, foi o último romance escrito por Liev Tolstói. O livro é a última das suas obras principais de ficção longa publicadas em vida. Tolstói entendeu o romance como uma exposição da injustiça das leis dos homens e da hipocrisia da igreja institucionalizada. Foi publicado em série na popular revista semanal Niva num esforço para angariar fundos para a emigração dos Doukhobors, que era uma seita cristã.

## Resumo do enredo
A história é sobre um nobre chamado Dmitri Ivanovich Nekhlyudov, que busca a redenção por um pecado cometido anos antes. O seu breve romance com uma empregada resultou que ela foi despedida e tendo acabado na prostituição. O livro trata das suas tentativas para ajudá-la a sair da sua miséria actual, mas também se centra na sua própria luta mental e moral.
Acusada de assassinato, a criada Maslova é condenada pelo crime e enviada para a Sibéria. Nekhlyudov vai visitá-la na prisão, encontra outros prisioneiros, ouve as suas histórias e lentamente percebe que em volta do seu mundo aristocrático charmoso e dourado, ainda que invisível, é um mundo muito maior de opressão, miséria e barbárie. História atrás de história, ele ouve e até mesmo vê pessoas acorrentadas sem culpa, pisadas sem razão, enclausuradas em masmorras para sempre sem justificação e um menino de doze anos dormindo num lago de estrume humano de uma latrina a transbordar, porque não há nenhum outro lugar no piso da prisão, mas agarrando-se, numa busca vã pelo amor, na perna do homem ao lado dele, até que o livro alcança a intensidade bizarra de um sonho febril terrível.

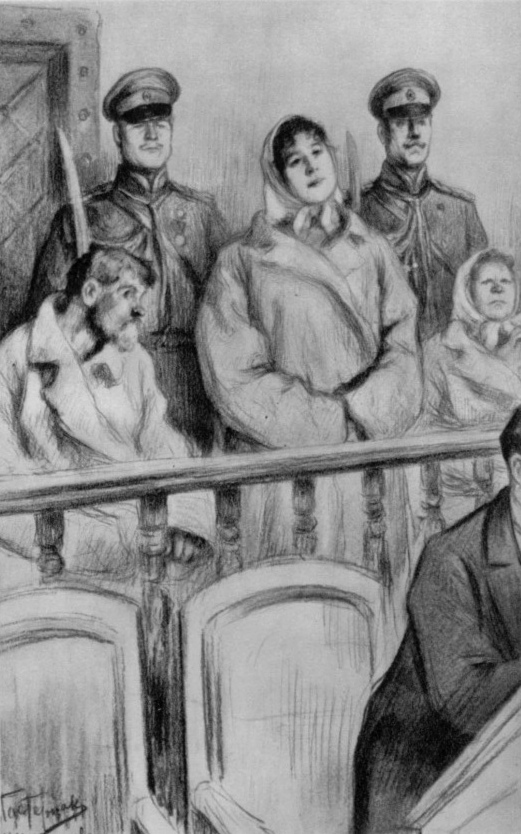
Uma ilustração de Leonid Pasternak numa das primeiras edições em inglês.

## Recepção popular e da crítica
O livro foi ansiosamente aguardado. "Como todos nós rejubilámos", escreveu um crítico quando soube que Tolstói havia decidido fazer a sua primeira ficção em 25 anos, não uma novela curta, mas um romance. "Que Deus permita que haja mais e mais!" Ele vendeu mais do que Anna Karenina e do que Guerra e Paz. Mas apesar do seu sucesso inicial, actualmente Ressurreição não é tão famosa quanto as obras que a precederam.
Alguns escritores disseram que Ressurreição tem personagens que são unidimensionais e que, como um todo, o livro carece da anterior atenção de Tolstói aos detalhes. Nesta época, Tolstói escrevia num estilo que favoreceu o significado em relação à qualidade estética. 
O livro enfrentou uma forte censura após a publicação. O texto completo e exacto não foi publicado até 1936. Muitos editores publicaram as suas próprias edições, pois admitiram que Tolstoi havia libertado os direitos de autor, assim como fizera com os livros anteriores. Em vez disso, Tolstói manteve os direitos de autor e doou-os aos Doucobores, que eram russos pacifistas na esperança de emigrar para o Canadá.
Diz-se do lendário cineasta japonês Kenji Mizoguchi que ele era da opinião de que "todos os melodramas se baseiam no Ressurreição de Tolstói."

## Adaptações
Nas adaptações operáticas do romance incluem-se Risurrezione do compositor italiano Franco Alfano, Vzkriesenie do compositor eslovaco Ján Cikker, e Resurrection do compositor norte americano Tod Machover. 
Além disso, houve várias adaptações para o cinema, incluindo:
- Katyusha Maslova um filme russo do realizador Pyotr Chardynin, 1915, com Natalia Lisenko;
- Resurrection um filme italiano de 1944;
- Uma Mulher Esquecida um filme chinês de 1949 com Bai Guang;
- Resurrection filme russo de 1960 dirigido por Mikhail Shveitser com Yevgeny Matveyev, Tamara Semina e Pavel Massalsky.

A mais conhecida versão cinematográfica, no entanto, é a de Samuel Goldwyn em inglês, We Live Again, filmada em 1934 com Fredric March e Anna Sten, e dirigida por Rouben Mamoulian.
Os realizadores italianos Paolo e Vittorio Taviani dirigiram para TV o filme Resurrezione em 2001.

## Edições em português
- Liev Tolstoi, Ressurreição. Lisboa: Tavares Cardoso, 1902.
- Liev Tolstoi, Ressurreição. Lisboa: Guimarães & Ca, 1945.
- Liev Tolstoi, Ressurreição. Lisboa: Minerva, 1965.
- Liev Tolstoi, Ressurreição. Amadora: Ibis, 1968.
- Liev Tolstoi, Ressurreição. Lisboa: Editores Associados, 1973.
- Liev Tolstoi, Ressurreição. Lisboa: Círculo de Leitores, 1976.
- Liev Tolstoi, Ressurreição. Porto: Civilização, 1999, ISBN 9722616196.
- Liev Tolstoi, Ressurreição. Lisboa: Editorial Presença, 2010, ISBN 9789722343381.